# Холи Гроув (Арканзас)
Холи Гроув (енгл. Holly Grove) град је у америчкој савезној држави Арканзас.

## Демографија
По попису из 2010. године број становника је 602, што је 120 (-16,6%) становника мање него 2000. године.
| Група             | 2000.       | 2010.       |
| Белци             | 193 (26,7%) | 88 (14,6%)  |
| Афроамериканци    | 524 (72,6%) | 507 (84,2%) |
| Азијати           | 1 (0,1%)    | 0 (0,0%)    |
| Хиспаноамериканци | 1 (0,1%)    | 7 (1,2%)    |
| Укупно            | 722         | 602         |